# کوروش ابوطالب امام
کوروش ابوطالب امام (۱۳۳۳–۱۳۸۸)، عکاس ایرانی بود.

## زندگی‌نامه
کوروش ابوطالب امام در خانواده ای خوزستانی در تهران به دنیا آمد. کار عکاسی را از ده سالگی در کنار پدرش آغاز کرد و پس از اتمام دوره دبیرستان وارد مدرسه عالی ساختمان شد و در رشته معماری داخلی ادامه تحصیل داد و در کنار آن به نقاشی پرداخت. سپس به گرافیک روی آورد، اما بعداً رشته عکاسی را انتخاب کرد.
کوروش امام عکس‌های زیادی از رویدادهای جنگ میان ایران و عراق گرفته ‌است و در ایران به عنوان یکی از عکاسان جنگ شهرت داشت. او در سال‌های اخیر به دلیل بیماری ام اس قادر به حرکت نبود اما با وجود بیماری همچنان به فعالیت‌های هنری اش ادامه می‌داد. چندی پیش او مجموعه ای از عکس‌های مشهور دوران جنگ میان ایران و عراق را انتخاب کرد و در حالی که سال‌ها از پایان جنگ گذشته بود، از آن مکان‌ها و از همان زاویه عکس گرفت و این عکس‌ها را در کنار هم در کتابی دو جلدی با عنوان «رویشی در سپیده» منتشر کرد.
او همچنین نمایشگاهی از مجموعه عکس‌هایی که از ژازه تباتبایی، نقاش و مجسمه‌ساز ایرانی که در کنار مجسمه‌های فلزی اش انداخته بود را در نمایشگاهی در تهران به نمایش گذاشت.

## درگذشت
کوروش (ابوطالب) امام ۱۸ اسفند ۱۳۸۸ در بیمارستان «نفت» درگذشت.